# 大崙 (嘉義縣新港鄉)
大崙，是臺灣嘉義縣新港鄉的一個傳統地域名稱，位於該鄉西部。相較於今日行政區，其範圍大致包括南港村南半部不含西南端、潭大村北半葉西部邊界地帶的中央偏南段。

## 歷史
台灣日治初期，大崙地區為一街庄（舊制街庄），稱為「大崙庄」，隸屬於牛稠溪堡。該庄北邊及東邊北段與舊南港庄為鄰，東邊中段與潭仔墘庄為鄰，東邊南段及南邊東側大段為大客庄，南邊西側一小段為番婆庄，西邊為港尾藔庄、崙仔庄。
1901年（日治明治三十四年）11月11日，全台設置二十廳，該庄隸屬於嘉義廳。1904年（明治三十七年）2月15日，該庄編入「月眉潭區」，隸屬於嘉義廳。1909年（明治四十二年）10月25日，全台整併二十廳為十二廳，該庄仍隸屬於嘉義廳。1910年（明治四十三年）1月18日，各區管轄區域調整，該庄仍隸屬於嘉義廳的「月眉潭區」。
1920年（大正九年）10月1日，全台廢十二廳改設五州二廳，該庄改制為「大崙」大字，隸屬於臺南州嘉義郡新巷庄（新制街庄）。
戰後新巷庄改制為新港鄉，隸屬於臺南縣，大字亦改制為村。1950年（民國39年）10月25日，雲、嘉、南分治，新港鄉改隸屬於嘉義縣。

## 聚落
本地區發展較早的聚落為大客，在日治期初期的官方地圖上已有記載。此外，本地區尚有下客聚落。

## 交通
鄉道嘉66線是港尾寮至月眉潭的道路。
鄉道嘉67線是舊南港至下客的道路。
鄉道嘉68線是大崙至中洋仔的道路。
鄉道嘉72線是大崙至下菜園的道路。

## 產業
- 台糖新港農場